# Shelbyville (Illinois)
Shelbyville ist eine Kleinstadt (mit dem Status „City“) und Verwaltungssitz des Shelby County im Zentrum des US-amerikanischen Bundesstaates Illinois. Das U.S. Census Bureau hat bei der Volkszählung 2020 eine Einwohnerzahl von 4.674 ermittelt.

## Geographie
Shelbyville liegt am Kaskaskia River und erstreckt sich über 9,58 km². Das Stadtgebiet verteilt sich auf die Shelbyville Township und die Rose Township.
Im Osten der Stadt befindet sich ein Staudamm, durch den der Kaskaskia River zum Lake Shelbyville aufstaut wird.
Benachbarte Orte von Shelbyville sind Duvall (11 km nördlich), Middlesworth (7,1 km östlich), Clarksburg (12,2 km südöstlich) und Tower Hill (16,3 km westlich).
Die nächstgelegenen größeren Städte sind Illinois’ Hauptstadt Springfield (95,4 km nordwestlich), Indianas Hauptstadt Indianapolis (249 km östlich), Louisville in Kentucky (351 km südöstlich), Evansville in Indiana (246 km südsüdöstlich) und St. Louis in Missouri (185 km südwestlich).

## Verkehr
In Shelbyville kreuzt die in West-Ost-Richtung verlaufende Illinois State Route 16 die von Nord nach Süd führende Illinois State Route 128. Alle weiteren Straßen sind innerörtliche Verbindungsstraßen.
Durch Shelbyville verläuft in Nord-Süd-Richtung eine Eisenbahnlinie der Union Pacific Railroad.
Der Decatur Airport (54,3 km nördlich) ist der nächstgelegene Regionalflughafen; der nächstgelegene Großflughafen ist der Lambert-Saint Louis International Airport (197 km südwestlich).

## Demografische Daten
Nach der Volkszählung im Jahr 2010 lebten in Shelbyville 4700 Menschen in 2093 Haushalten. Die Bevölkerungsdichte betrug 490,6 Einwohner pro Quadratkilometer. In den 2093 Haushalten lebten statistisch je 2,17 Personen.
Ethnisch betrachtet setzte sich die Bevölkerung zusammen aus 98,3 Prozent Weißen, 0,3 Prozent Afroamerikanern, 0,3 Prozent amerikanischen Ureinwohnern, 0,3 Prozent Asiaten sowie 0,4 Prozent aus anderen ethnischen Gruppen; 0,5 Prozent stammten von zwei oder mehr Ethnien ab. Unabhängig von der ethnischen Zugehörigkeit waren 1,3 Prozent der Bevölkerung spanischer oder lateinamerikanischer Abstammung.
20,7 Prozent der Bevölkerung waren unter 18 Jahre alt, 56,2 Prozent waren zwischen 18 und 64 und 23,1 Prozent waren 65 Jahre oder älter. 52,2 Prozent der Bevölkerung war weiblich.

Das mittlere jährliche Einkommen eines Haushalts lag bei 37.636 USD. Das Pro-Kopf-Einkommen betrug 22.020 USD. 14,2 Prozent der Einwohner lebten unterhalb der Armutsgrenze.

## Bekannte Bewohner
- Josephine Cochrane (1839–1913), Erfinderin der ersten Geschirrspülmaschine; sie lebte die längste Zeit ihres Lebens in Shelbyville
- H. Benne Henton (1877–1938), Saxophonist, geboren in Shelbyville
- Jesse M. Donaldson (1885–1970), US-Postminister (1947–1953), geboren bei Shelbyville